# Eduardo López de Ochoa
Eduardo López de Ochoa y Portuondo (Barcelone, 1877 - Madrid, 1936) était un militaire et auteur espagnol. 
López Ochoa servit d’abord dans des unités combattantes à Cuba et en Afrique du Nord, avant d’occuper de hautes fonctions militaires dans la métropole, en particulier dans sa ville natale. Quoique républicain et libéral, il appuya dans un premier temps la dictature de Primo de Rivera, avant de désavouer le régime à partir de 1924 et de devoir s’exiler en France. Sous la République, instaurée en 1931, et alors qu’il était Inspecteur général des armées, il fut désigné pour diriger la répression contre la grève insurrectionnelle d’octobre 1934 dans les Asturies ; la modération et l’esprit de conciliation dont il fit preuve dans l’accomplissement de cette mission (et qui le mit plusieurs fois aux prises avec Juan Yagüe, partisan de la méthode dure) ne purent empêcher que la gauche espagnole l’ait tenu pour responsable de la brutale répression des mineurs asturiens.
Lors du coup d’État militaire de juillet 1936, auquel il n’eut aucune part, il se trouvait être en convalescence dans la proche banlieue de Madrid, c’est-à-dire dans une zone restée républicaine. En août, une meute de miliciens, se souvenant de López Ochoa comme du « bourreau des Asturies », se saisit de lui, le lyncha et, ayant décapité le cadavre, promena sa tête fichée sur une baïonnette par les rues de Madrid.

## Biographie

### Formation et carrière dans les unités combattantes
Fils du colonel Eduardo López de Ochoa y Aldama et de son épouse Nicolasa Portuondo Palacios,, Eduardo López de Ochoa Portuondo vint au monde à Barcelone, alors lieu d’affectation de son père, qui était originaire de Biscaye. Il fut inscrit à l’Académie d’infanterie à l’âge de dix-sept ans, et obtint en 1895 le grade de lieutenant en second. Engagé ensuite dans la guerre de Cuba, il y participa à de nombreuses actions militaires. De retour dans la métropole, il fut versé dans le bataillon de chasseurs « Los Arapiles » et dans celui de Madrid, puis dans le régiment d’Afrique, et servit aussi comme aide de camp de son père.
En 1909, il reçut une affectation au Maroc, au sein d’unités engagées dans les campagnes militaires dites Guerre du Rif, où sa conduite lui valut une promotion au grade de commandant en 1909, à celui de lieutenant-colonel deux années plus tard (en récompense de ses actions à Beni Boughafer entre le 22 et le 27 décembre 1913, lors desquelles il fut grièvement blessé), et enfin à celui de colonel en 1914.
En sa qualité de colonel, il eut sous ses ordres les régiments de la Lealtad et de Ceriñola — en Afrique pour ce qui est de ce dernier, et à la tête duquel il accéda au rang de général de brigade en 1918. Dans les années suivantes, il resta en disponibilité à Madrid, Melilla et Palma de Majorque, avant que ne lui soit confié en 1921 le commandement de la 2e brigade de la 7e division dans sa ville natale de Barcelone.
Libéral convaincu, il s’offrit à combattre aux côtés des Alliés dans la Première Guerre mondiale, et nomma sa fille Libertad.

### Dictature de Primo de Rivera
López Ochoa fut l’un des plus proches collaborateurs du général Primo de Rivera ; en 1923, lorsque celui-ci instaura sa dictature, López Ochoa appuya le coup d’État à Barcelone et assuma le gouvernement militaire de la ville. Pourtant, en raison de son idéologie libérale et pro-républicaine, ajoutée à son affiliation à la franc-maçonnerie, il se montra dès 1924 hostile à la dictature primorivériste. Cette année-là, il passa au statut de première réserve à Barcelone, avec le rang de général de brigade, puis, quatre ans plus tard, après avoir été incarcéré en 1925 et avoir dû s’exiler en France, il fut congédié de l’armée.
Depuis la France, il apporta en 1929 son concours à la tentative avortée de coup d’État de José Sánchez Guerra, en incitant, mais en vain, la garnison casernée en Catalogne à se soulever. Son livre De la Dictadura a la República, paru en 1930, récolta un succès appréciable, mais lui valut aussi un procès, de même qu’à son préfacier, l’homme politique républicain Eduardo Ortega y Gasset (frère aîné de José Ortega y Gasset). López Ochoa était également impliqué dans la tentative de putsch pro-républicain de décembre 1930.

### Seconde République
Après l’avènement de la Seconde République en 1931, López Ochoa se vit confier le 17 avril le poste de capitaine général de Catalogne, mais fut remplacé cette même année par le général Batet. En 1934, il exerça comme Inspecteur général des armées et fut chargé, lors d’un conseil des ministres tendu, présidé par le président de la République Alcalá-Zamora, de réprimer la grève insurrectionnelle alors en cours dans les Asturies (Ochoa affirma ultérieurement qu’Alcalá-Zamora l’avait désigné pour cette mission afin de limiter les effusions de sang,). Dans le cadre de ladite mission, ses troupes firent mouvement vers les Asturies au départ de Lugo, et parvinrent à s’emparer d’Oviedo en une semaine à peine. Durant la campagne, il eut de fréquentes altercations avec Juan Yagüe, arrivé dans les Asturies à la tête des troupes africaines (c’est-à-dire la Légion et les Regulares), auxquelles de multiples atrocités étaient imputées, Yagüe allant même jusqu’à se plaindre auprès du gouvernement du traitement humanitaire que López Ochoa appliquait aux mineurs insurgés. Comme le souhaitait Alcalá Zamora, López Ochoa négocia avec Belarmino Tomás, dirigeant du syndicat UGT, un cessez-le-feu par lequel les révolutionnaires remettaient les armes en échange de la promesse que les troupes de Yagüe n’entreraient pas dans le bassin minier, ce qui porta Yagüe à menacer López Ochoa de son arme dans une caserne d’Oviedo. Les engagements pris par López Ochoa semblent n’avoir pas été parfaitement respectés par le ministre de la Guerre Hidalgo, c’est-à-dire par Franco, sous prétexte que les mineurs n’avaient pas eux-mêmes exécuté toutes les clauses de l’accord. 
Par décret du 18 février 1935, López Ochoa fut décoré de la Grand-croix de l’ordre de Saint-Ferdinand en récompense de son action dans les Asturies, plus particulièrement de l’héroïsme, de la résolution et de l’efficacité avec lesquels il avait conçu, dirigé et accompli les opérations militaires ayant permis de réprimer la rébellion et de rétablir promptement l’ordre.
Plusieurs mois après les faits, le général López Ochoa eut un entretien avec le socialiste Juan Simeón Vidarte à propos de certains épisodes de la révolution asturienne, que López Ochoa relata comme suit :

« Une nuit, les légionnaires furent conduits dans une camionnette auprès de vingt-sept travailleurs, extraits de la prison de Sama de Langreo. Ils n’en fusillèrent que trois ou quatre d’entre eux parce qu’ils pensaient, entendant les tirs résonner dans la montagne, que les guérilléros allaient surgir de tous ces parages et qu’ils se mettaient eux-mêmes en danger. Alors, ils procédèrent plus cruellement, décapitèrent et pendirent les prisonniers, et leur tranchèrent les pieds, les mains, les oreilles, les langues, et jusqu’aux organes génitaux. Quelques jours plus tard, un de mes officiers, qui avait toute ma confiance, me fit part que quelques légionnaires se promenaient en exhibant, en guise de collier, des oreilles enfilées sur des fils de fer, lesquelles proviendraient des victimes de Carbayín. Immédiatement, je lui donnai ordre d’appréhender et de fusiller ces légionnaires, et c’est ce qu’il fit. Voilà la raison de mon altercation avec Yagüe. Je lui ordonnai en outre de retirer ses hommes du bassin minier et de les concentrer dans Oviedo, sous ma surveillance, et je le déclarai responsable de tout crime qui viendrait encore à se produire. Pour juger les rebelles, il y avait les tribunaux de justice. Vinrent à ma connaissance également les prouesses des Regulares du tabor de Ceuta : viols, assassinats, pillages. J’ordonnai de fusiller six Maures. J’eus des problèmes, le ministre de la Guerre, fort exalté, me demanda des explications : « Comment osez-vous ordonner de fusiller quiconque sans convocation d’un Conseil de guerre ? ». Je lui répliquai : « Je les ai soumis au même Conseil de guerre que celui auxquels eux ont soumis leurs victimes » »

Ce nonobstant, la gauche en Espagne allait désormais tenir López Ochoa pour responsable de la répression dans les Asturies, le surnommant « bourreau des Asturies », ce qui eut pour conséquence qu’au lendemain des élections de février 1936, qui amena au pouvoir le Front populaire, López Ochoa fut écroué en mars 1936 en attendant de passer en jugement. En avril 1936, au cours de l’instruction judiciaire, son avocat fit savoir que López Ochoa renonçait définitivement à appartenir à la franc-maçonnerie.
En 1936, il publia un nouvel ouvrage, Campaña militar de Asturias en octubre de 1934.

### Guerre civile
Au moment du soulèvement militaire de juillet 1936, prélude à la subséquente Guerre civile, le général López Ochoa, toujours en détention et ne figurant pas parmi les conspirateurs, se trouvait à l’hôpital militaire de Carabanchel (actuel Hôpital central de la Défense Gómez Ulla), sur le Campamento de Carabanchel, dans les environs de Madrid, où il se rétablissait d’une opération chirurgicale. Dans un premier temps, après que l’insurrection militaire eut été étouffée dans la capitale, López Ochoa continua de séjourner à l’hôpital sans être inquiété. Cependant, aux premiers jours d’août, des journaux communistes se formalisèrent de ce que des généraux supposément neutres politiquement (desafectos) puissent séjourner dans la zone républicaine sans être jugés, en se référant spécifiquement au cas de López Ochoa, rappelé à la mémoire comme le « boucher des Asturies ». Tandis que le gouvernement tentait de transférer López Ochoa et d’autres militaires hospitalisés vers d’autres centres, la rumeur courut que le gouvernement se proposait de les libérer ; par suite, une foule se rendit à l’hôpital, se mit en devoir d’en extraire le général López Ochoa et de l’assassiner sur une colline proche, le cerro Almodóvar, puis sépara sa tête du cadavre. La tête fut ensuite fichée sur la baïonnette d’un fusil et exhibée dans les rues sur le toit d’une automobile (ce qui n’est pas sans rappeler le sort du marquis de Launay, gouverneur de la Bastille, le 14 juillet 1789). Le reste des militaires fut emporté à bord d’ambulances, mais la foule empêcha le passage des deux dernières et les six militaires qu’elles transportaient furent fusillés dans le parc de San Isidro,.
Par ordre du ministre de la Guerre en date du 16 août 1936, López Ochoa avait été définitivement destitué des armées, avec perte de fonctions, de prérogatives, de soldes, de gratifications, de pensions de retraite, d’honoraires, de décorations et équivalents.

## López Ochoa dans la culture populaire
L’assassinat d’Eduardo López Ochoa est évoqué dans le roman d’Elena Fortún Celia en la revolución (1943), où le personnage principal vient à être témoin de ce lynchage dans la cour de l’hôpital militaire de Carabanchel. Cette scène apparaît également dans l’adaptation théâtrale homonyme qui en fut faite par le Centro Dramático Nacional en 2019 et pour laquelle la figure de López Ochoa était interprétée par l’acteur Pedro G. de las Heras.